# 나카지마 슌이치
나카지마 슌이치(일본어: 中島 俊一, 1982년 6월 16일 ~ )는 일본의 전 축구 선수이다.

## 구단 경력
과거 나고야 그램퍼스 에이트, FC 류큐, 미토 홀리호크에서 활동하였다.